# Edwina Currie
Pour les articles homonymes, voir Currie.
Edwina Currie, née le 13 octobre 1946 à Liverpool, est une femme politique, productrice et romancière britannique.

## Biographie

### Carrière politique
De 1975 à 1986, elle est conseillère de Birmingham.
Candidate du parti conservateur, est élue à la Chambre des communes comme représentant de South Derbyshire en 1983, à la suite de la création de ce district. Elle est remplacée par Mark Todd en 1997. De 1986 à 1988, elle est sous-secrétaire d'État parlementaire à la Santé dans le gouvernement Thatcher.

### Carrière télévisuelle
En 2011 elle participe à Strictly Come Dancing. Elle est la première éliminée.
En 2014 elle participe à I'm a Celebrity... Get Me Out of Here !.

## Vie privée
Elle a eu une liaison avec John Major.